# Système sur une puce

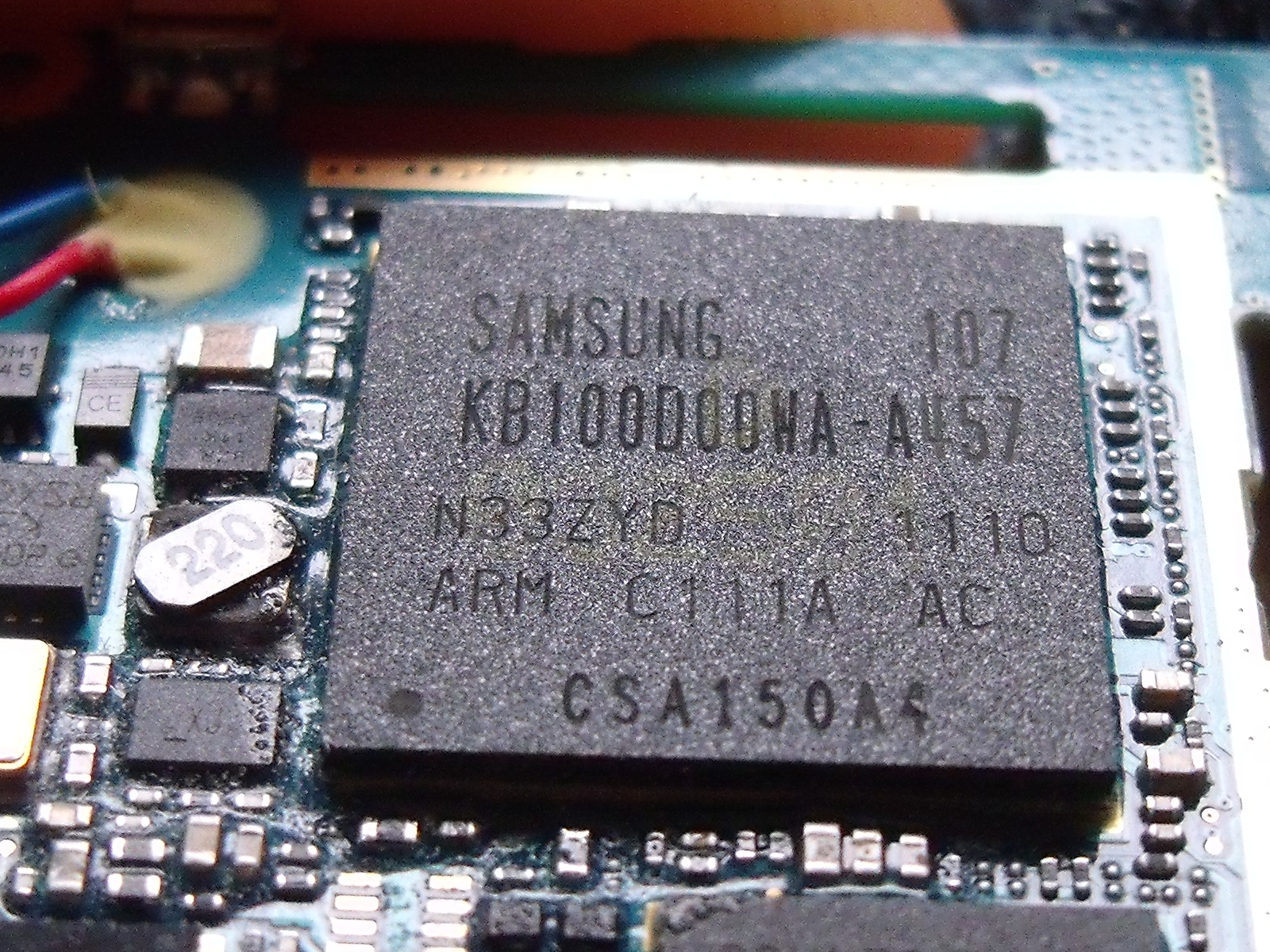
Puce ARM Exynos sur le smartphone Nexus S de Samsung.

Un système sur une puce, souvent désigné dans la littérature scientifique par le terme anglais « system on a chip » (d'où son abréviation SoC), est un système complet embarqué sur un seul circuit intégré (« puce »), pouvant comprendre de la mémoire, un ou plusieurs microprocesseurs, des périphériques d'interface, ou tout autre composant nécessaire à la réalisation de la fonction attendue.
Il peut également comprendre de la logique, de la mémoire (statique, dynamique, flash, ROM, PROM, EPROM ou EEPROM), des dispositifs (capteurs) mécaniques, opto-électroniques, chimiques ou biologiques et des circuits radio.

## Exemples d'applications
- Processeur d'images DIGIC Canon ou EXPEED de Nikon
- Processeur Cell du consortium STI
- Architecture ARM : Toutes les puces  contenant des processeurs ARM Cortex-A, que ce soit Allwinner, Exynos de Samsung, MediaTek, OMAP de Texas Instruments, Rockchip, Tegra de Nvidia, Snapdragon de Qualcomm, Xgene d'APM (destiné aux serveurs) etc. ou les microcontrôleurs ARM Cortex-M, comme le STM32 de STMicroelectronics.
- Architecture x86 : différentes déclinaisons du processeur Intel Atom, Intel Core et AMD Fusion reprennent ce principe, limité au processeur et aux unités de calculs. Les commerciaux des architectures x86 appellent cela « APU », mais en architecture informatique un APU désigne de façon générique une unité spécialisée dans l'accélération des calculs, que ce soit GPU, GPGPU, DSP…
- Architecture Xtensa de Tensilica (en), principalement utilisée dans l'ESP8266 et l'ESP32.